# كأس إسكتلندا 1957–58
كأس اسكتلندا 1957–58 (بالإنجليزية: 1957–58 Scottish Cup)‏ هو موسم من كأس اسكتلندا. فاز فيه نادي كلايد.